# Canal Nacional
El canal Nacional es un cauce artificial de agua que se encuentra en el centro oriente de la Ciudad de México. Es uno de los dos cauces a cielo abierto que subsisten en la Ciudad de México; el otro es el río de La Magdalena, que baja de la sierra de las Cruces.

## Geografía
El canal Nacional es el más importante camino de agua prehispánico construido en la Cuenca de México. La longitud actual es de aproximadamente doce kilómetros. En la época prehispánica seguramente fue reconocido como el Huey Apantli, Gran Acequia; y a partir de la Colonia hasta la segunda mitad del siglo XIX llamado de tres maneras de acuerdo a las poblaciones más importantes por las que cruzaba: Acequia Real dentro de la Ciudad de México, de esta al pueblo de Mexicaltzingo, Acequia Real a Mexicaltzingo, y desde aquí al pueblo de Chalco, Acequia Real a Chalco. En 1856 el empresario Mariano Ayllón, que impulsó la primera línea de vapores que hubo en el país por el canal, los rebautizó en su conjunto como Canal Nacional, quizá como un acto republicano para ese momento que vivía el país con un Congreso Constituyente reunido a consecuencia de la triunfante revolución de Ayutla y que habría de redactar la Constitución de 1857. Aunque en ese tiempo no prosperó la propuesta, a principios del siglo XX ya estaba arraigado su nuevo nombre, de tal manera que hoy día es reconocido como la Acequia Nacional o Canal Nacional.
Este cauce inicia en el canal de El Bordo en la zona de las chinampas de Xochimilco y se prolonga hacia el norte formando el límite entre Xochimilco y Tlalpan en el tramo del Anillo Periférico Sur a la calzada del Hueso; y a partir de ese punto entre Xochimilco y Coyoacán hasta la confluencia del canal de Chalco a la altura de Santa María Tomatlán. Desde allí el cauce se desvía hacia el noroeste formando la frontera entre Coyoacán e Iztapalapa hasta la Calzada de la Viga, donde se orienta hacia el poniente por el término coyoacanense hasta desembocar en el río Churubusco.